# Krýsuvík

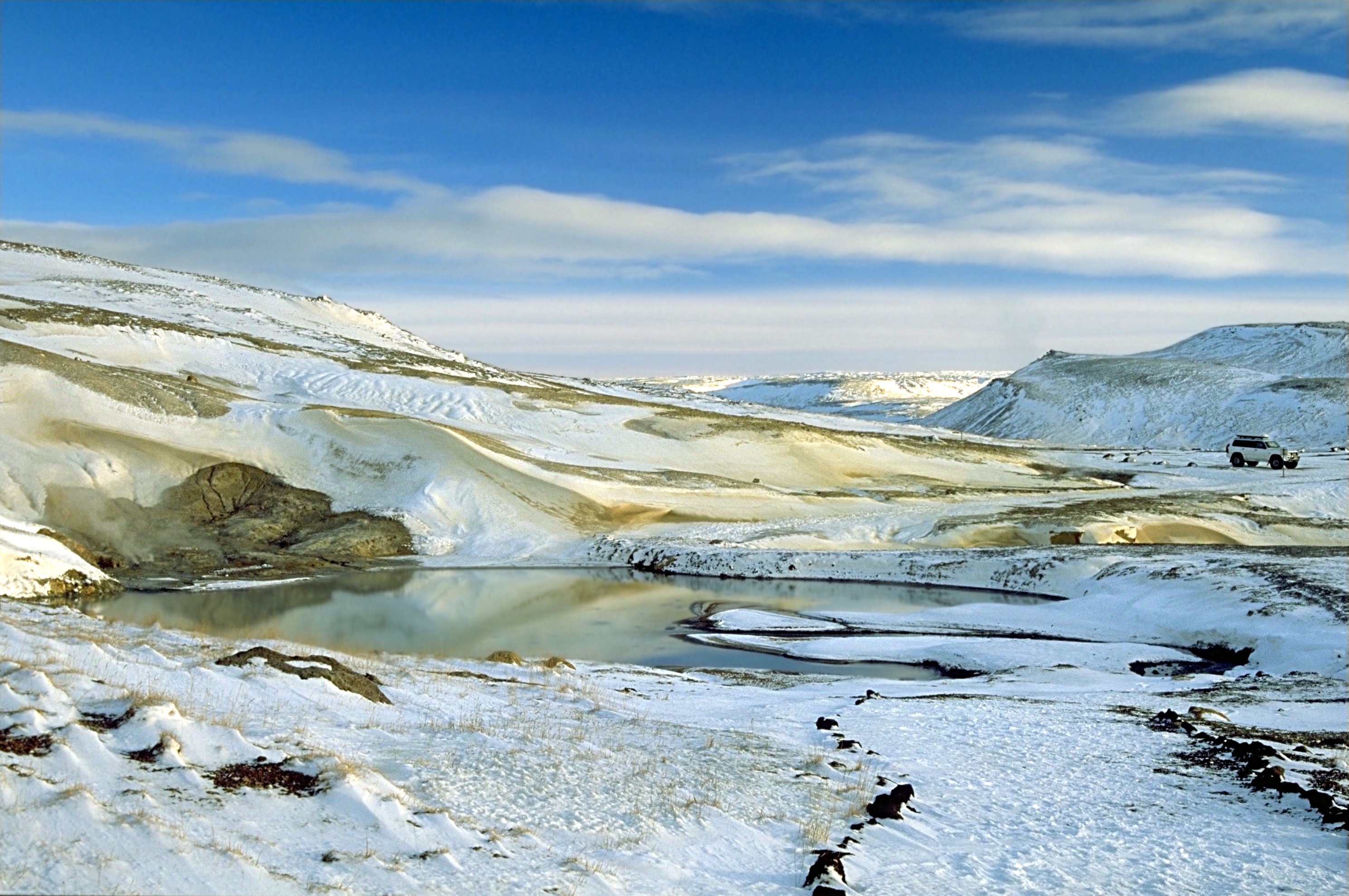
Krýsuvík im Winter

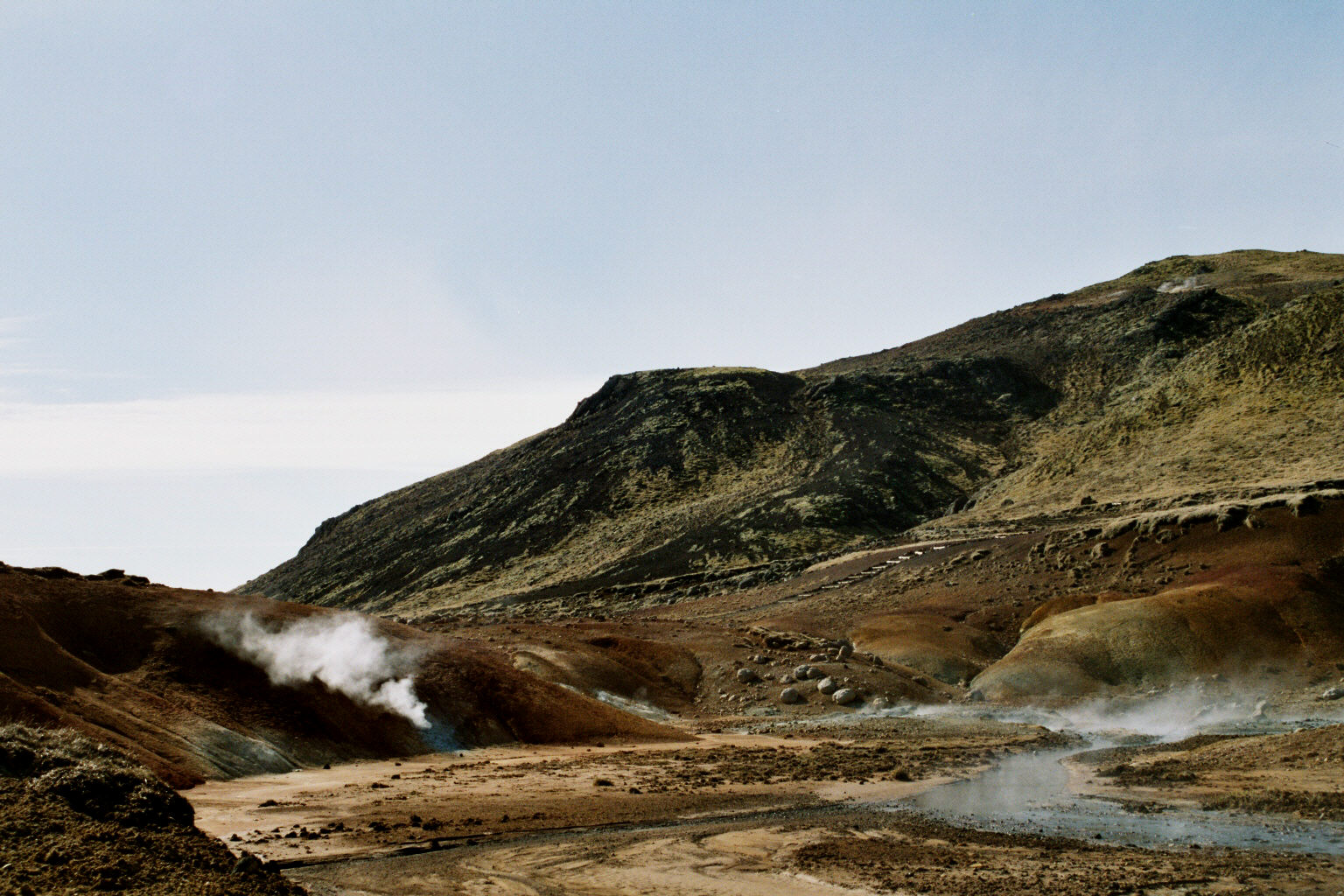
Seltún

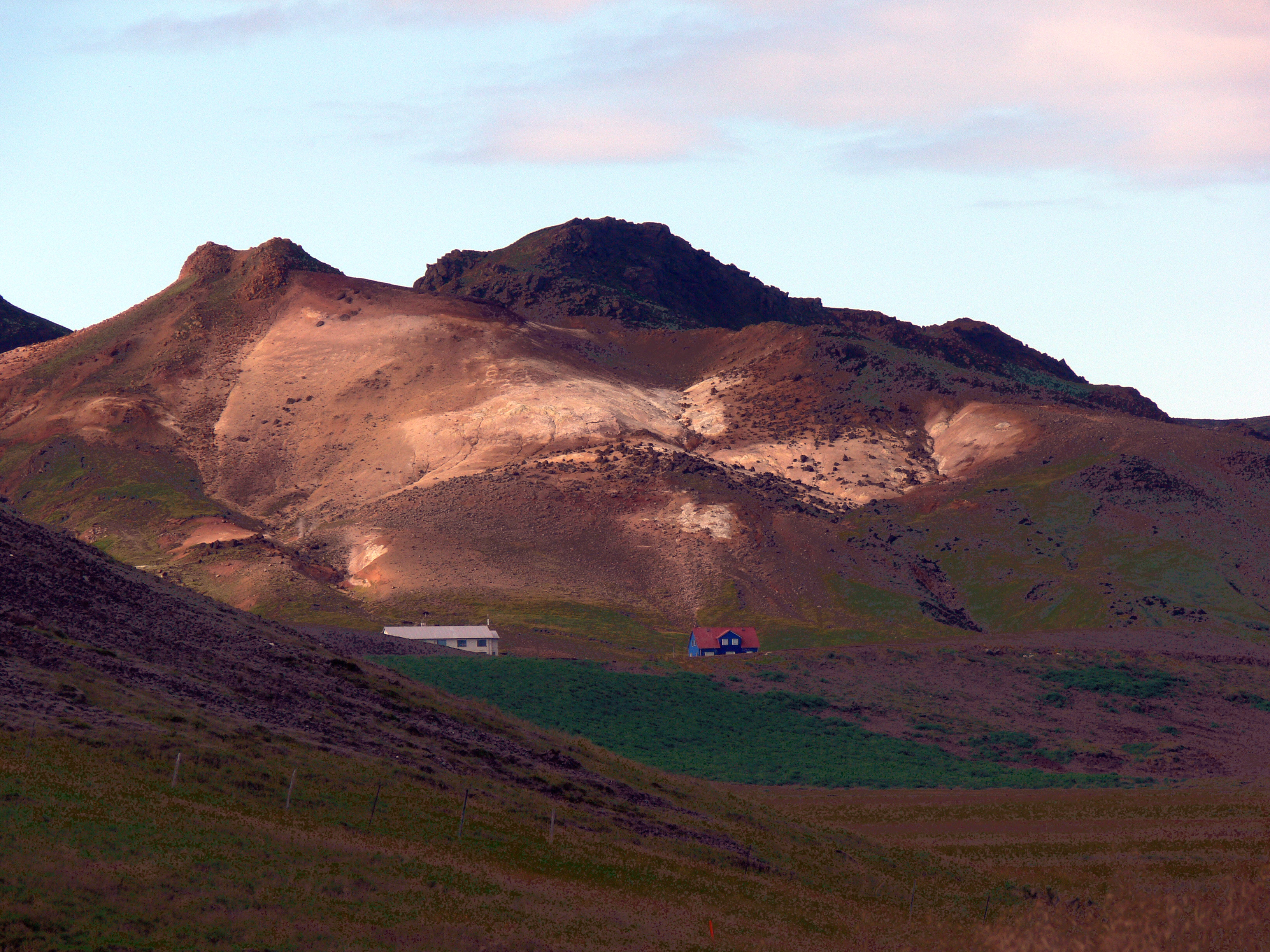
Seltún von der Krýsuvíkurkirche aus

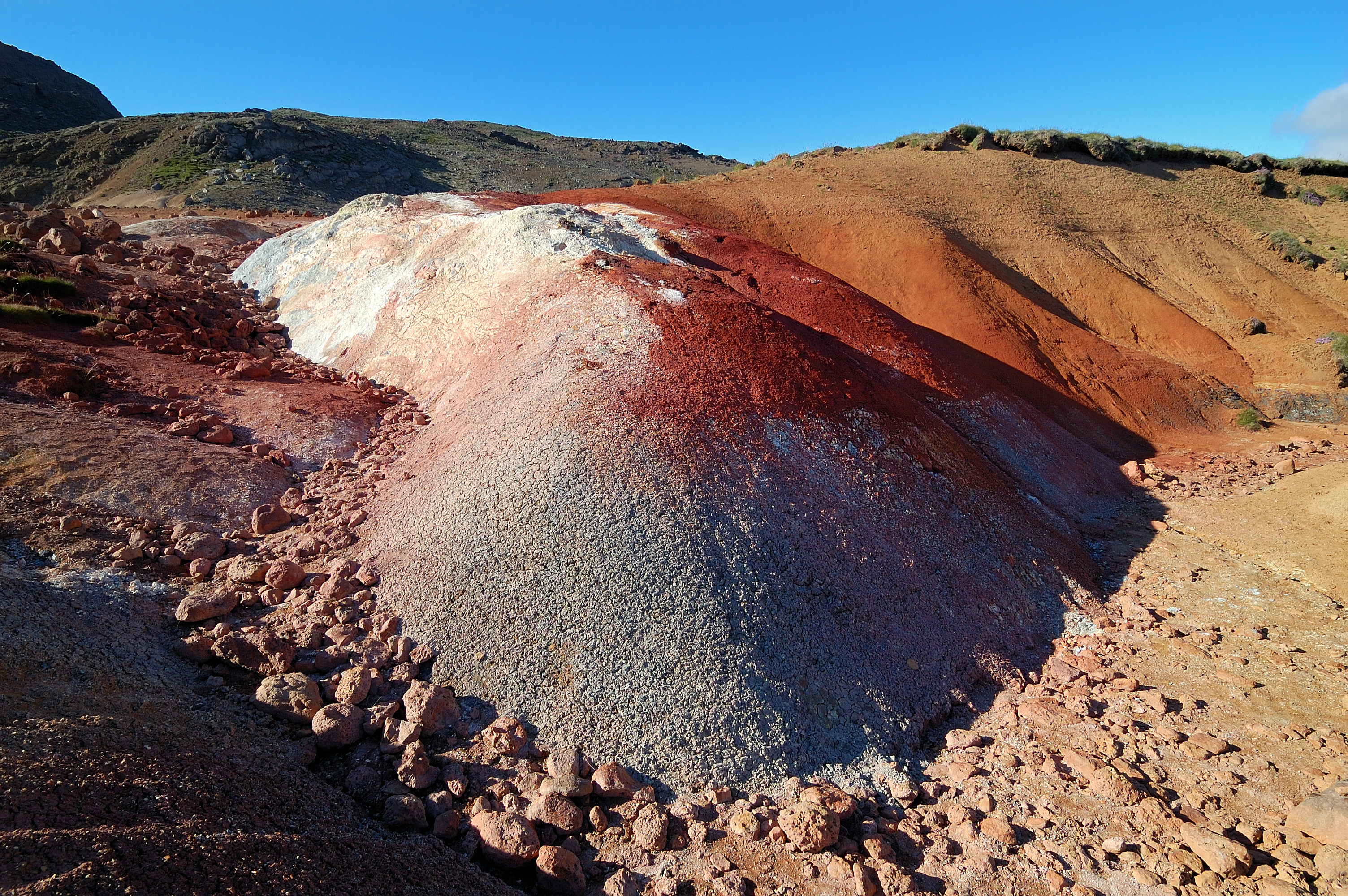
Krýsuvík

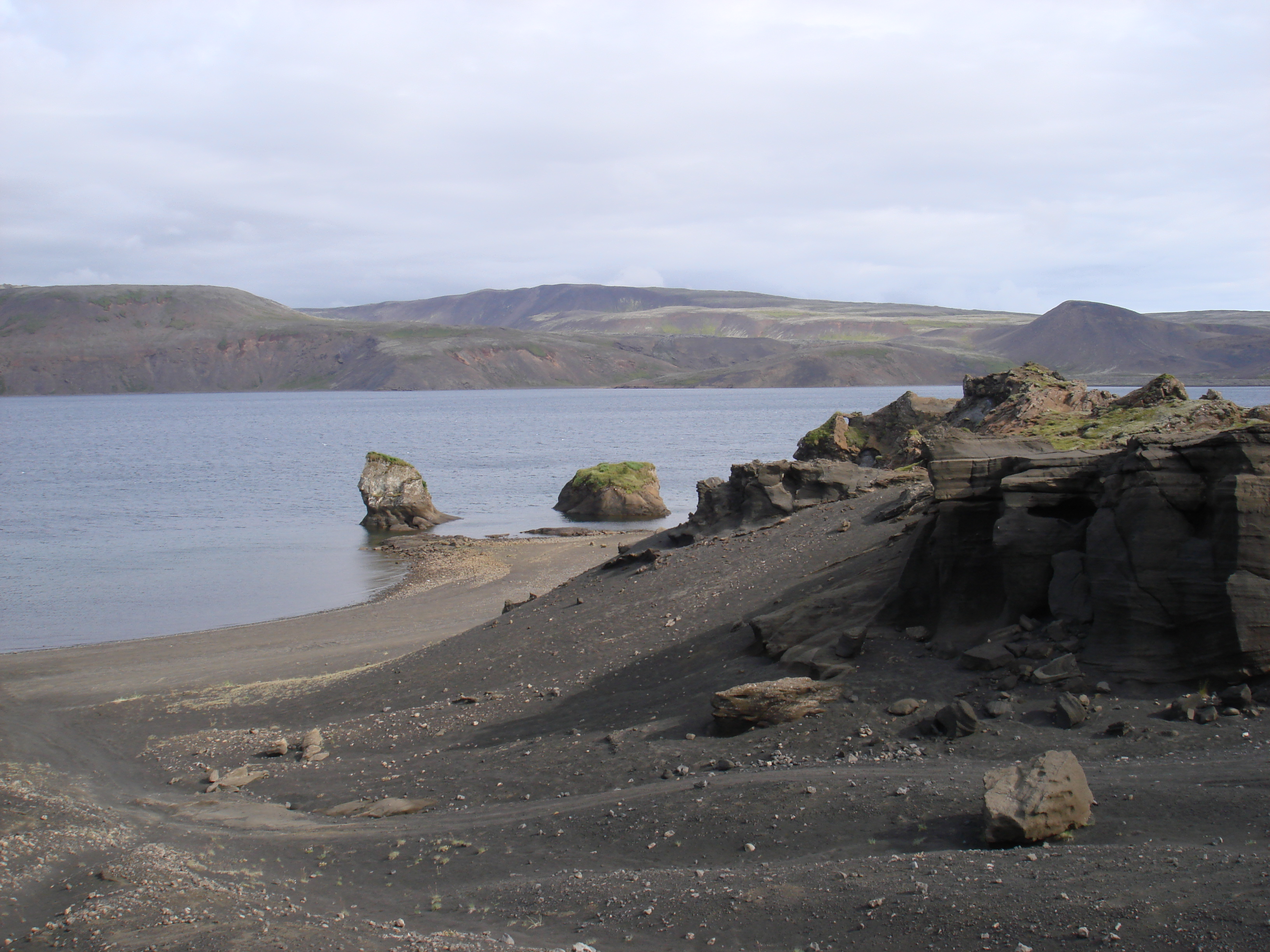
Am Kleifarvatn

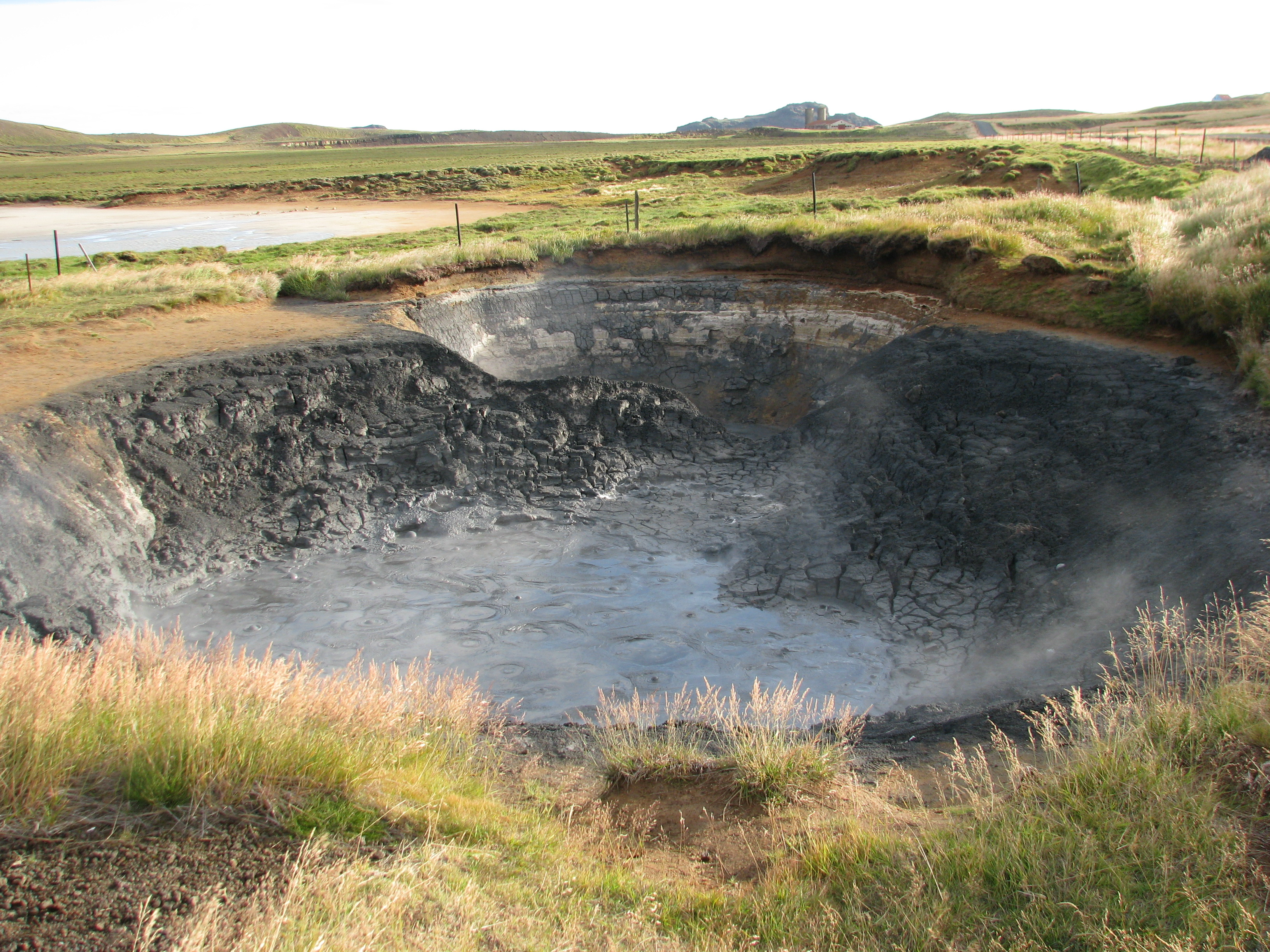
Schlammtopf Fúlipollur

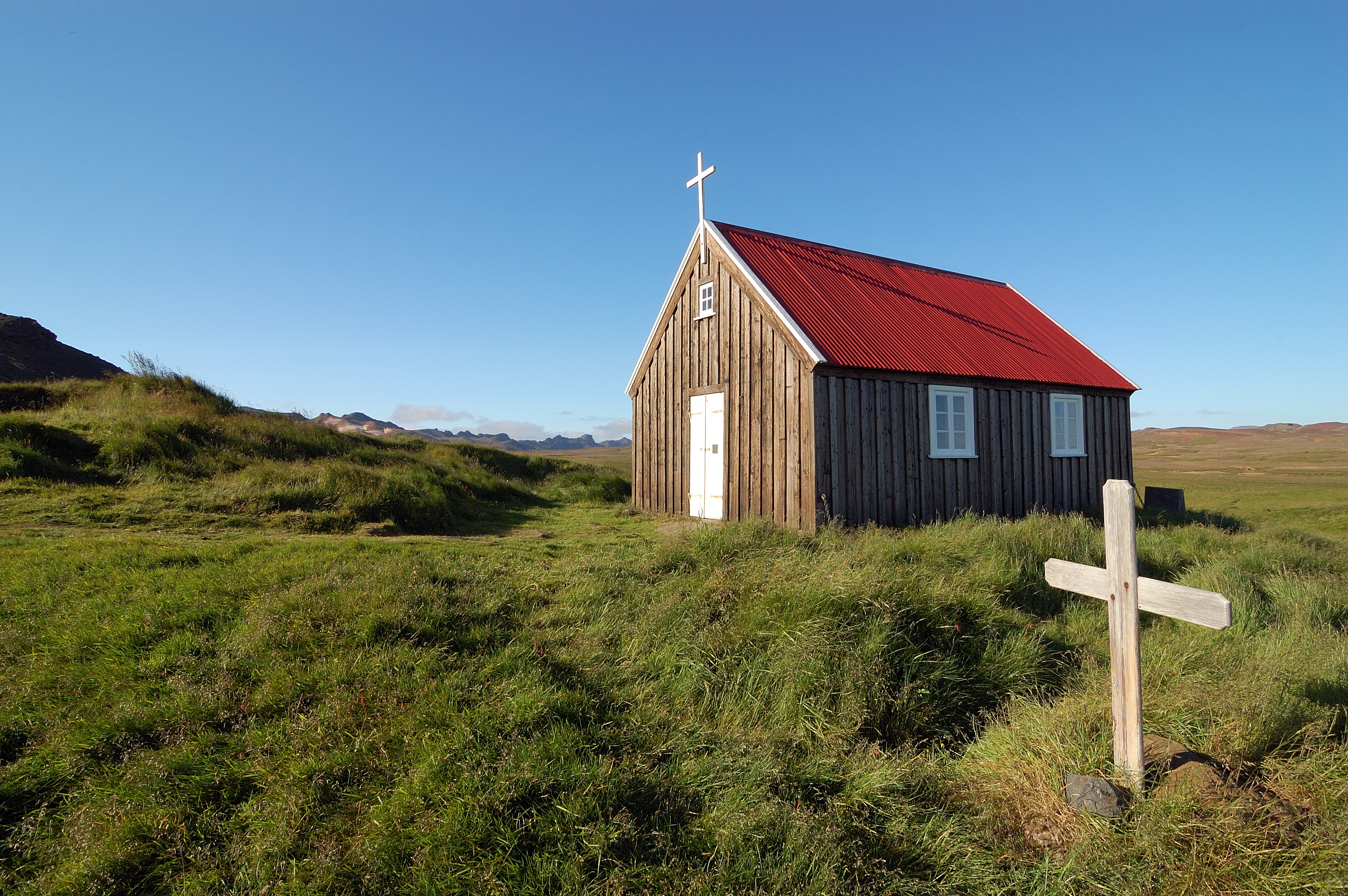
Krýsuvíkurkirkja

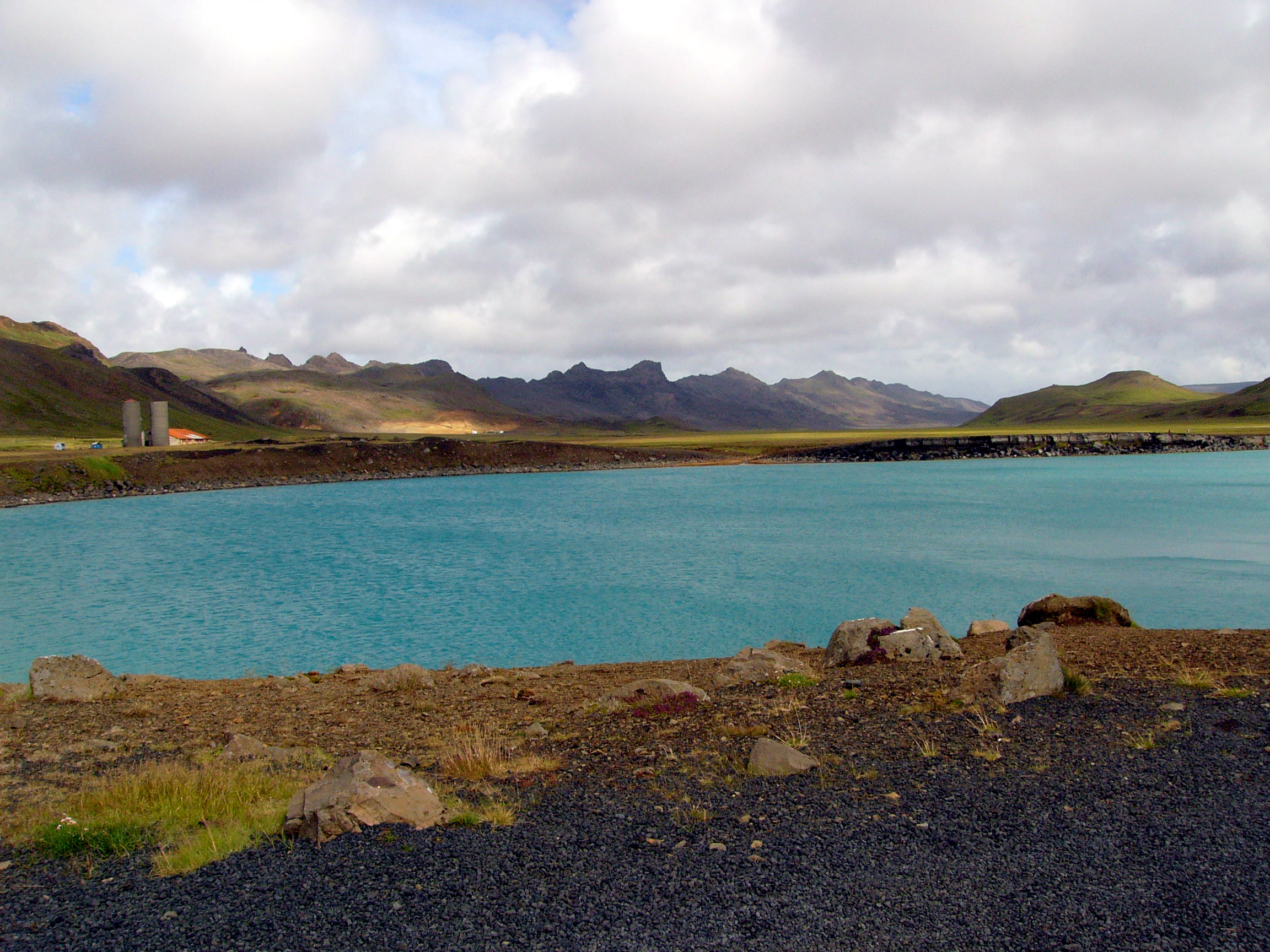
Das Maar Grænavatn bei Krýsuvík

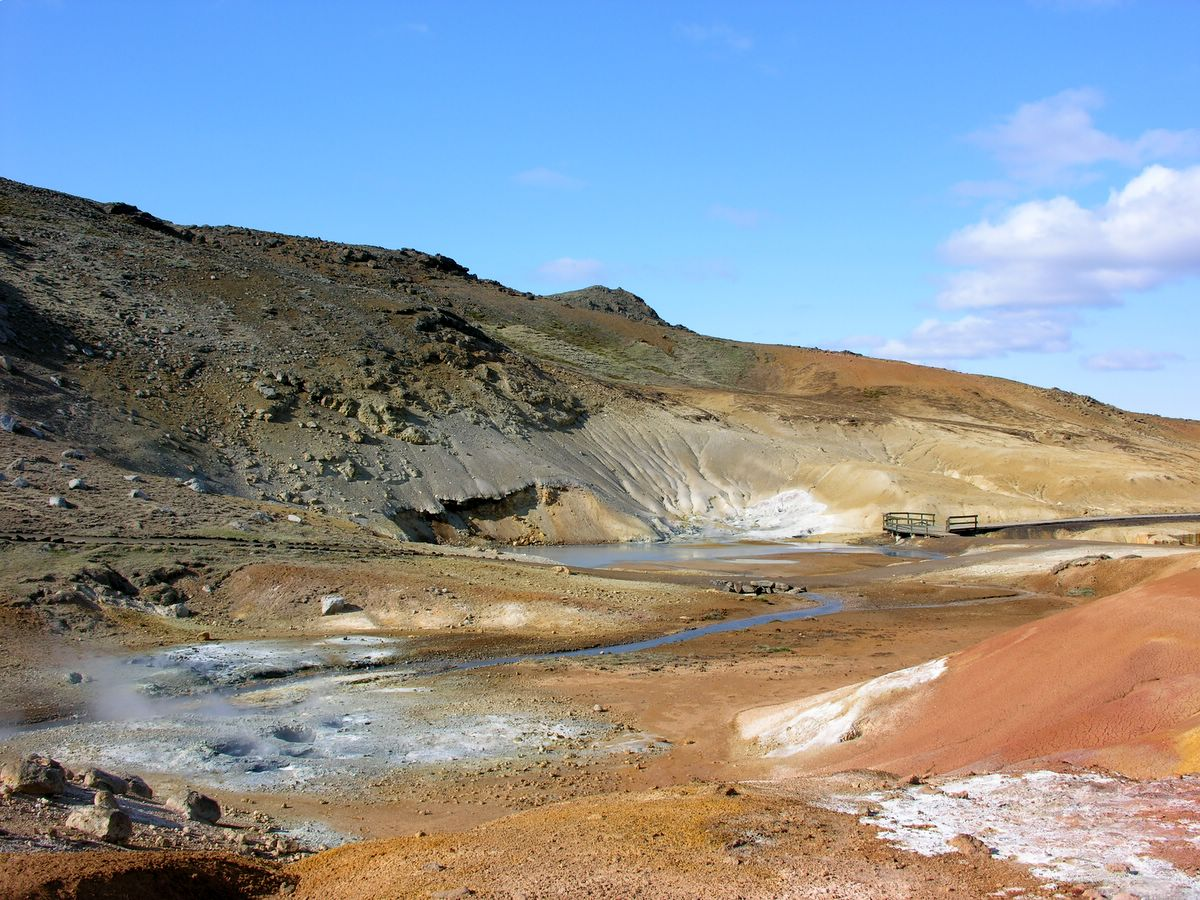
Hochtemperaturgebiet Seltún

Krýsuvík ist ein Vulkansystem auf der Reykjanes-Halbinsel in Island. Es liegt im Süden der Halbinsel am Abzweig des Krýsuvíkurvegurs  vom Suðurstrandarvegur  zwischen den Städten Grindavík und Hafnarfjörður. Zudem heißt so ein kleiner Bauernhof am Rande des Gestsstaðavatn.

## Das Vulkansystem Krýsuvík
Nördlich liegt das Vulkansystem und Geothermalgebiet Krýsuvík (Schreibung auch: Krísuvík), welches auch mit dem Namen Trölladyngjavulkansystem bezeichnet wird in Anspielung auf dessen westlich des Kleifarvatn gelegenen Zentralvulkan, den Schildvulkan Trölladyngja. Es befindet sich im Süden der Halbinsel auf der Grabenbruchzone des Mittelatlantischen Rückens, die Island diagonal durchquert.

### Hochtemperaturgebiete
Das Hochtemperaturgebiet beim Bauernhof Krýsuvík nennt sich auch Austurengjar. Es handelt sich hier um einen aktiven Vulkan. Dies erkennt man an den Solfataren von Seltún und einem weiteren in der Nähe gelegenen Gebiet mit heißen Quellen sowie an den Solfataren an den Berghängen des Sveifluháls. In einer Tiefe von 1000 m beträgt die Temperatur bereits 200 °C. Das Hochtemperaturgebiet schien einfach zur Energiegewinnung nutzbar zu sein. Ein Bohrloch wurde in den 1990er Jahren gesetzt und versorgte die Stadt Hafnarfjörður mit Energie. 1999 explodierte die Anlage allerdings und seither wird das Geothermalgebiet nicht mehr wirtschaftlich genutzt.
Das Gebiet ist inzwischen touristisch etwas erschlossen. Zu den blubbernden Schlammtöpfen führen Holzstege. Weiterhin führen gekennzeichnete Wanderwege auf den Berg dahinter, Sveifluháls, an dessen Hängen man ebenfalls Fumarolen erkennen kann. Die Wanderwege führen zu kleinen Seen nördlich des Hochtemperaturgebietes.

### Eruptionsgeschichte
Einige kleinere Seen weisen ebenfalls auf vulkanischen Ursprung hin, so der Grænavatn, ein mit Wasser gefülltes Maar, das seine leuchtende Farbe der im Wasser enthaltenen Kieselgur verdankt. Es handelt sich um den größten von insgesamt 8 mit Wasser gefüllten Explosionskratern. Er hat 300 m im Durchmesser und eine Tiefe von bis zu 34 m. Die in den Tephra-Ablagerungen zu findenden Xenolithe (Fremdgesteine) aus Olivingabbro lassen darauf schließen, dass die Explosionen in größerer Tiefe von zwei bis drei Kilometern ausgelöst wurden.
Eine größere Ausbruchsserie im Vulkansystem Krýsuvík fand in den Jahren zwischen 1151 und 1188 statt, die sog. Trölladyngja-Feuer. Die damals entstandenen Lavafelder u. a. Ögmundarhraun und Kapelluhraun, das bis zum heutigen Ort Hafnarfjörður reicht, bedeckten 36 km². Ihren Ursprung hatten sie in einem Spaltensystem, das sich über eine Länge von 28 km erstreckt.
Die vermutlich letzte Eruption in diesem Vulkansystem fand im Jahre 1340 statt. Im Jahre 1999 gab es eine Explosion in einem Bohrloch, bei dem die heißen Lehmfetzen bis zu 2 km weit durch die Luft geschleudert wurden.
Ab 2019 war das Vulkansystem Zentrum zahlreicher Erdbebenschwärme und ab 2021 gab es daraufhin mehrere Ausbrüche im benachbarten Fagradalsfjall-Vulkansystem.

### Der See Kleifarvatn
Der größte See der Umgebung, der dem Hochtemperaturgebiet benachbarte Kleifarvatn, begann nach einem schweren Erdbeben 2000 plötzlich zu schrumpfen und teilweise im Boden zu versickern. Danach hat er sich aber wieder ziemlich gefüllt. Die Spalten unter ihm haben sich offensichtlich wieder geschlossen. Der See ist bekannt für solche Vorgänge.

## Der Bauernhof Krýsuvík
Im 19. Jahrhundert gab es einen Weiler, bestehend aus mehreren Bauernhöfen. Diese waren damals noch alle bewirtschaftet, wurden allerdings im Laufe der Zeit unwirtschaftlich. Der letzte Hof wurde schließlich in den 1950er Jahren aufgegeben. Zu sehen sind heute nur noch einige Ruinen.
Einige dieser Ruinen stammen noch von einem Hof, der bei den Ausbrüchen im 12. Jahrhundert zerstört wurde. Heute gibt es einen Bauernhof mit mehreren Gewächshäusern.
Etwas abseits steht eine ehemalige Schule, ein großes Gebäude, das noch auf die ehemals dichte Besiedlung hinweist. Heute ist in der Schule eine Klinik für Suchtkranke untergebracht.
Eine kleine Holzkirche, die  Krýsuvíkurkirkja aus dem Jahre 1857 wurde zum isländischen Nationalerbe erklärt und stand unter Denkmalschutz. Sie brannte in der Nacht zum 2. Januar 2010 völlig ab. Am 10. Oktober 2020 wurde ein Nachbau der Kirche aufgestellt. Nach den alten Bauplänen konnten Lehrer und Schüler bei ihrer Schreinerausbildung an der Technischen Oberschule in Reykjavík sie detailgetreu nachbauen.

## Vogelfelsen Krýsuvíkurbjarg
An der Südküste, nicht weit vom Dorf entfernt, liegt die Steilküste Krýsuvíkurbjarg, die im Sommer von großen Vogelkolonien zum Brüten genutzt wird. Vor allem Möwen und Papageitaucher kann man hier beobachten.

### Wissenschaftliche Beiträge
- Krýsuvík im Global Volcanism Program der Smithsonian Institution (englisch)
- Amy E. Clifton: Reykjanes Field Trip: Tectonic-Magmatic Interaction at an oblique rift zone. (PDF; 1,15 MB; englisch) Nordic Volcanological Institute, Reykjavík 2006
- S. Chiragwile: Interpretation of Resistivity Soundings in Krýsúvík High-temperature Geothermal Area, SW-Iceland, using joint inversion of TEM and MT Data. (PDF; 6,77 MB) United Nations University, Reports no. 9/2009
- O. Khubeava: Geothermal Mapping of the Krýsúvík Geothermal Field. (PDF; 1,07 MB) United Nations University, Reports no. 8/2007
- P. Mawejje: Geothermal Exploration and Geological Mapping at Seltún in the Krýsúvík Geothermal Field, Reykjanes Peninsula, SW-Iceland. (PDF; 2,98 MB) United Nations University, Reports no. 12/2007
- M. Abdelgafoor: Geological and Geothermal Mapping in Sveifluháls Area, SW-Iceland. (PDF; 2,90 MB) United Nations University, Reports no. 03/2007

### Andere
- Bijal P. Trivedi: Iceland Lake Disappearing Into New Crack in Earth. In: National Geographic Today, 1. Oktober 2001 (zum „Verschwinden des Sees“; englisch)
- Zum Lavafeld Kapelluhraun von 1151 (isländisch)